# Horst Störmer
Horst Ludwig Störmer (Francoforte sul Meno, 6 aprile 1949) è un fisico tedesco, vincitore, insieme a Daniel Tsui e Robert Laughlin, del premio Nobel per la fisica nel 1998, «per la scoperta di una nuova forma di fluido quantistico attraverso eccitazioni caricate frazionalmente» (effetto Hall quantistico).